# Docidoceras
Docidoceras es un género extinto de amonites perteneciente al orden Ammonitida, que vivió durante el Jurásico Medio. Docidoceras se incluye en la familia Otoitidae, que forma parte de la superfamilia de amonites Stephanoceratoidea.
Docidoceras tiene una concha evoluta ancha, finamente acanalada con una sección en espiral deprimida. El vientre. el borde exterior, está ampliamente arqueado y atravesado por las nervaduras sin interrupción. El dorso, en el borde interior de los verticilos, está ampliamente impreso.

## Distribución
Se han encontrado fósiles de Docidoceras en:
- Laberge Group, Yukon, Canadá
- Formación Agoudim, Marruecos
- Andalucía, España
- Inferior Oolite, Reino Unido
- Kialagvik Formation, Alaska, Estados Unidos